# (31442) Stark
(31442) Stark est un astéroïde de la ceinture principale.

## Description
(31442) Stark est un astéroïde de la ceinture principale. Il fut découvert le 7 février 1999 à Las Cruces par David S. Dixon. Il présente une orbite caractérisée par un demi-grand axe de 2,43 UA, une excentricité de 0,13 et une inclinaison de 1,8° par rapport à l'écliptique.

## Compléments